# Cherra
Cherra o Sohra fou un petit estat tributari protegit a les muntanyes Khasi, a Assam.
La població el 1881 era de 8.055 habitants i el 1901 era de 8.155. Explotava carbó i ferro a més de productes agrícoles. Estava governat per un siemp. El 1881 era siemp U Hajan Manik. En ocasió del nomenament d'un nou siemp el 1901 es van produir seriosos disturbis.
La capital era Cherra o Cherrapunji